# Bedfordshire County Football League
Bedfordshire County Football League (thành lập với tên gọi Bedford & District League năm 1904), là một giải đấu bóng đá Anh dành cho các câu lạc bộ ở trong và gần hạt Bedfordshire. Bao gồm 5 hạng đấu (chỉ có 4 ở mùa giải 2014–15) và hạng đấu cao nhất là Premier Division, nằm ở cấp độ 11 của Hệ thống các giải bóng đá ở Anh. Đội bóng vô địch có thể lên chơi ở United Counties League Division One hoặc Spartan South Midlands League Division One.
Ở mùa giải 2014–15, Renhold United là nhà vô địch của Premier Division.
Giải đấu tổ chức các giải Cup riêng cho mỗi hạng đấu – Premier Division thi đấu ở Britannia Cup, Division One thi đấu ở Centenary Cup, Division Two thi đấu ở Jubilee Cup, trong Division Three thi đấu ở Watson Shield.
Giải đấu thuộc biên chế của Bedfordshire County Football Association.

## Các nhà vô địch theo hạng đấu
Các nhà vô địch thường sẽ được thưởng danh hiệu Jubilee Challenge Cup cho đến năm 1993, sau đó được thay thế bởi Premier Cup.
| Mùa giải | Premier Division | Division One | Division Two     | Division Three           | Division Four       | Division Five                 |
| -------- | ---------------- | ------------ | ---------------- | ------------------------ | ------------------- | ----------------------------- |
| 2000–01  | Caldecote        | Campton      | Cranfield United | North Park Rangers Dự bị | Blunham Village     | Bedford Sports Athletic Dự bị |
| 2001–02  | Caldecote        | Elstow Abbey | Golden Lion      | Milton Keynes Wanderers  | Oakley Sports Dự bị | Westoning Dự bị               |

Năm 2002, Divisions Three, Four và Five hợp nhất lại thành 2 hạng đấu mới là Associate Division One và Associate Division Two.
| Mùa giải | Premier Division   | Division One             | Division Two               | Associate D1                  | Associate D2               |
| -------- | ------------------ | ------------------------ | -------------------------- | ----------------------------- | -------------------------- |
| 2002–03  | North Park Rangers | Golden Lion              | Flitwick Town              | Dunton Dự bị                  | Meltis Sports              |
| 2003–04  | Elstow Abbey       | Turvey                   | Biggleswade United 'A'     | Elstow Abbey Dự bị            | Ickwell & Old Warden Dự bị |
| 2004–05  | Caldecote          | Three Horseshoes Renhold | Denbigh Hall S&S Bletchley | Bedford Sports Athletic Dự bị | Woburn Dự bị               |
| 2005–06  | Caldecote          | Henlow                   | Marston Social             | Caldecote Dự bị               | Exel United                |

Sau mùa giải 2005–06, giải đấu đổi tên thành Bedfordshire Football League. Cùng với sự đổi tên, giải đấu được tái cơ cấu thành 5 hạng đấu khi tách ra 2 hạng đấu cũ cho đội dự bị (Associate Division One and Two) thành 3 hạng đấu cho đội hình chính, cuối cùng thành 3 hạng đấu 16 đội bóng và hạng đấu cuối cùng gồm 17 đội bóng.
| Mùa giải | Premier Division          | Division One              | Division Two                    | Division Three             |
| -------- | ------------------------- | ------------------------- | ------------------------------- | -------------------------- |
| 2006–07  | Westoning Recreation Club | Meltis Corinthians        | Westoning Recreation Club Dự bị | Ickwell & Old Warden Dự bị |
| 2007–08  | Campton                   | Bedford Sports Athletic   | Bedford College                 | Kings                      |
| 2008–09  | Caldecote                 | Westoning Recreation Club | Blunham Dự bị                   | Leighton United            |

Năm 2009, giải đấu lại tái cơ cấu, mở rộng tên gọi thành Bedfordshire County Football League và bổ sung giải đấu thứ 5, Division Four. Bây giờ Premier Division gồm 16 câu lạc bộ, trong 14 câu lạc bộ ở Divisions One, Two và Three và hạng đấu mới Division Four gồm 13 câu lạc bộ.
| Mùa giải | Premier Division        | Division One         | Division Two                 | Division Three         | Division Four        |
| -------- | ----------------------- | -------------------- | ---------------------------- | ---------------------- | -------------------- |
| 2009–10  | Blunham                 | Flitwick Town        | Potton Wanderers             | Queens Park Crescents  | Sharnbrook Dự bị     |
| 2010–11  | Blunham                 | Bedford Hatters      | Lea Sports PSG               | Sharnbrook Dự bị       | AFC Turvey           |
| 2011–12  | Shefford Town & Campton | Ickwell & Old Warden | Elstow Abbey                 | Cranfield United Dự bị | Bedford Park Rangers |
| 2012–13  | Caldecote               | Leighton United      | Goldington                   | Westoning Dự bị        | Bedford Panthers     |
| 2013–14  | AFC Oakley Sports M&DH  | AFC Turvey           | AFC Oakley Sports M&DH Dự bị | Meltis Albion          | Meltis Albion Dự bị  |

Giải đấu chỉ vinh danh nhà vô địch cho 4 hạng đấu mùa giải 2014-15 và sẽ vinh danh thêm một hạng đấu nữa kể từ mùa giải 2015–16.
| Mùa giải | Premier Division | Division One     | Division Two | Division Three         |
| -------- | ---------------- | ---------------- | ------------ | ---------------------- |
| 2014–15  | Renhold United   | Cranfield United | Stevington   | Cranfield United Dự bị |

## Các Câu lạc bộ (2015–16)
Giải đấu gồm 65 câu lạc bộ thành viên trong mùa giải 2015–16, chia thành 5 hạng đấu (Premier, One, Two, Three và Four) được phân bố như sau:
| Cấp độ 11 - AFC Kempston Town & Bedford College - AFC Oakley M&DH - Caldecote - Cranfield United - Eastcotts - Elstow Abbey - Flitwick Town - Ickwell & Old Warden - Marston Shelton Rovers - Pavenham - Renhold United - Sandy - Sharnbrook - Shefford Town & Campton - Wilstead - Wootton Blue Cross | Cấp độ 12 - AFC Kempston Town & Bedford College Dự bị - AFC Oakley M&DH Dự bị - Great Barford - Henlow - Houghton Athletic - Ickleford - Meltis Albion - Potton Town - Queens Park Crescents - Riseley Sports - Shefford Town & Campton Dự bị - Stevington - Sundon Park Rangers - Westoning | Cấp độ 13 - Atletico Europa - Bedford United - Clapham Sports - Cople & Bedford SA - Cranfield United Dự bị - Elstow Abbey Dự bị - Flitwick Town Dự bị - Kempston Athletic - Kempston Hammers Sports - Lea Sports Pirton, Shillington & Gravenhurst - Marston Shelton Rovers Dự bị - Wootton Village | Cấp độ 14 - AFC Dunton - Caldecote Dự bị - Clifton - Dinamo Flitwick - Meltis Albion Dự bị - Renhold United Dự bị - Sandy Dự bị - Shefford Town & Campton 'A' - Sundon Park Rovers - White Eagles - Wilstead Dự bị - Wixams | Cấp độ 15 - AFC Kempston Town & Bedford College 'A' - Bedford Albion - Caldecote 'A' - Flitwick Town 'A' - Henlow Dự bị - Lidlington United Sports - Mid Bedfordshire Tigers - Polonia Bedford - Staughton - Stevington Dự bị - Westoning Dự bị |

## Những giải đấu Bedfordshire khác
Main index: Affiliated Leagues in Bedfordshire

There are a number of other leagues that are affiliated to the Bedfordshire County Football Association.